# Gilsa (Neuental)
Gilsa ist ein Ortsteil der Gemeinde Neuental im nordhessischen Schwalm-Eder-Kreis. Der Ort liegt am Unterlauf des gleichnamigen Flusses.

## Geschichte

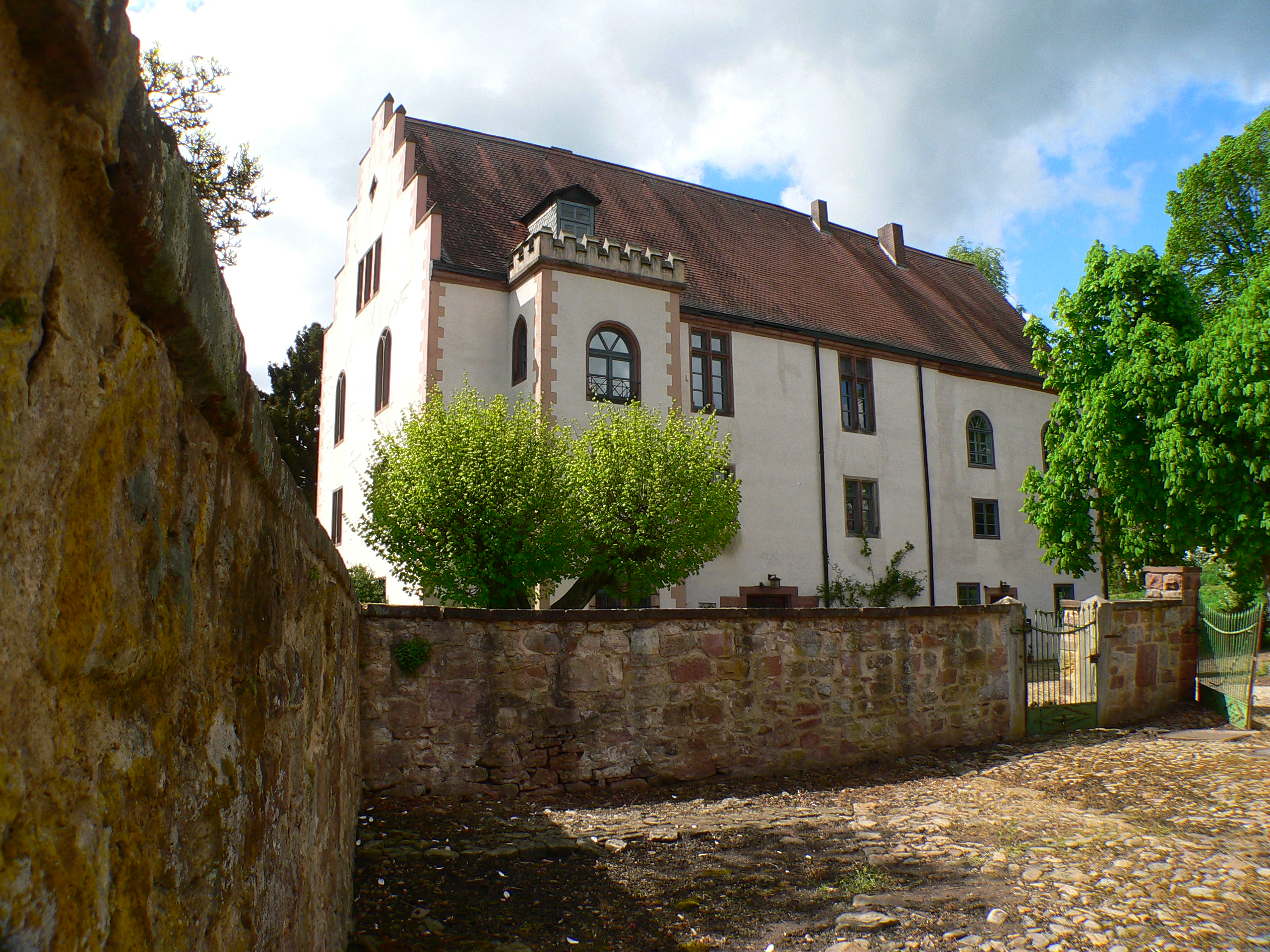
Oberhof Gilsa

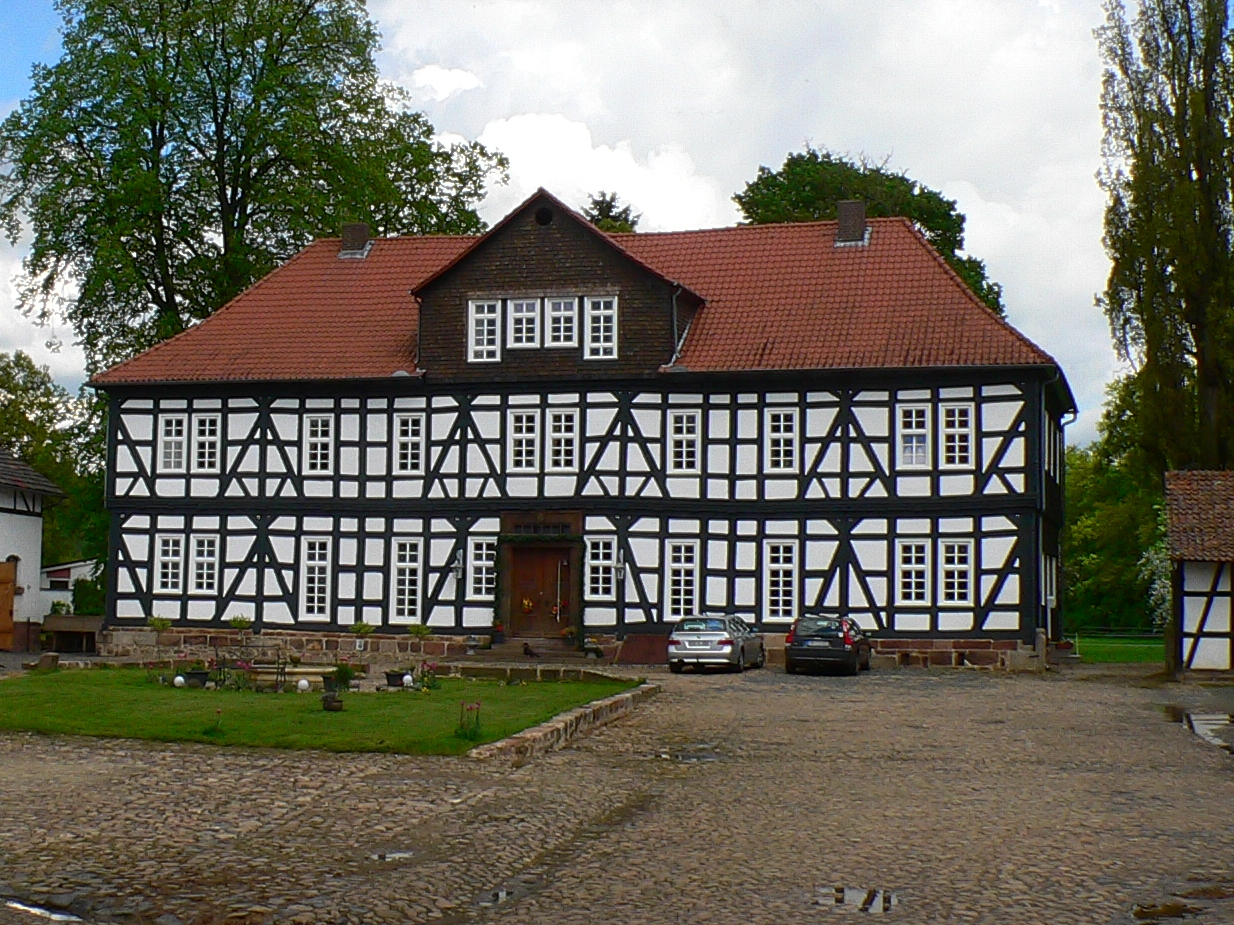
Unterhof Gilsa

Die älteste bekannte urkundliche Erwähnung erfolgte 1209 im Zusammenhang mit dem Petersstift Fritzlar und dem Namen Gilse. In den folgenden Jahrhunderten wandelte sich der Name immer wieder von Gylse (1253), Güsse (1445), Gylze (1456), Gylsa (1568), Gilis (um 1570), Gilsa (1575/85) und Gilsen (1575/85) zu dem heutigen Gilsa.
Auf dem Gebiet von Gilsa befindet sich der Stammsitz des Adelsgeschlechts derer von und zu Gilsa. Dazu gehören der Oberhof, ein dreigeschossiger mittelalterlicher Steinbau, der im 18. Jahrhundert äußerlich vergotisiert wurde, und die Burg Gilsa, eine ehemalige Wasserburg an der Gilsa aus der Mitte des 15. Jahrhunderts. Die Wassergräben sind heute zugeschüttet. Der Unterhof ist ein Fachwerk-Herrenhaus von etwa 1700.
In der unmittelbaren Nachbarschaft der Drei Höfe steht die Dorfkirche aus dem Jahr 1719, die bis heute unter dem Patronat der Herren von und zu Gilsa steht und im Jahr 2000 renoviert wurde.
Gilsa hatte einen von Alois Holtmeyer errichteten Bahnhof an der am 2. Oktober 1911 in Betrieb genommenen Bahnstrecke Zimmersrode–Gemünden (Wohra), der „Kellerwaldbahn“. Am 28. Mai 1972 wurden der Personenverkehr auf der Gesamtstrecke und der Güterverkehr auf dem Abschnitt zwischen Zimmersrode und Gilserberg eingestellt.
Im Zuge der Gebietsreform in Hessen wurde die bis dahin selbständige Gemeinde zum 31. Dezember 1971 auf freiwilliger Basis in die neue Gemeinde Neuental eingegliedert. Für den Ortsteil Gilsa wurde, wie für die übrigen Ortsteile Neuentals, ein Ortsbezirk mit Ortsbeirat und Ortsvorsteher nach der Hessischen Gemeindeordnung eingerichtet.

## Bevölkerung
Einwohnerstruktur 2011
Nach den Erhebungen des Zensus 2011 lebten am Stichtag, dem 9. Mai 2011, in Gilsa 321 Einwohner. Darunter waren 6 (1,9 %) Ausländer.
Nach dem Lebensalter waren 51 Einwohner unter 18 Jahren, 129 zwischen 18 und 49, 78 zwischen 50 und 64 und 33 Einwohner waren älter. Die Einwohner lebten in 141 Haushalten. Davon waren 36 Singlehaushalte, 42 Paare ohne Kinder und 42 Paare mit Kindern, sowie 18 Alleinerziehende und 3 Wohngemeinschaften. In 24 Haushalten lebten ausschließlich Senioren und in 96 Haushaltungen lebten keine Senioren.
Einwohnerentwicklung
| Quelle: Historisches Ortslexikon |                |
| • um 1570                        | 50 Hausgesesse |
| • 1575/85:                       | 58 Hausgesesse |
| • 1742/47:                       | 45 Häuser      |

| Gilsa: Einwohnerzahlen von 1781 bis 2016 | Gilsa: Einwohnerzahlen von 1781 bis 2016 | Gilsa: Einwohnerzahlen von 1781 bis 2016 | Gilsa: Einwohnerzahlen von 1781 bis 2016 | Gilsa: Einwohnerzahlen von 1781 bis 2016 |
| --- | ---------------------------------------- | ---------------------------------------- | ---------------------------------------- | ---------------------------------------- |
| Jahr |                                          |                                          |                                          | Einwohner                                |
| 1781 | 1781                                     |                                          | 207                                      | 207                                      |
| 1800 | 1800                                     |                                          | ?                                        | ?                                        |
| 1834 | 1834                                     |                                          | 436                                      | 436                                      |
| 1840 | 1840                                     |                                          | 381                                      | 381                                      |
| 1846 | 1846                                     |                                          | 394                                      | 394                                      |
| 1852 | 1852                                     |                                          | 394                                      | 394                                      |
| 1858 | 1858                                     |                                          | 351                                      | 351                                      |
| 1864 | 1864                                     |                                          | 348                                      | 348                                      |
| 1871 | 1871                                     |                                          | 308                                      | 308                                      |
| 1875 | 1875                                     |                                          | 302                                      | 302                                      |
| 1885 | 1885                                     |                                          | 344                                      | 344                                      |
| 1895 | 1895                                     |                                          | 299                                      | 299                                      |
| 1905 | 1905                                     |                                          | 258                                      | 258                                      |
| 1910 | 1910                                     |                                          | 363                                      | 363                                      |
| 1925 | 1925                                     |                                          | 347                                      | 347                                      |
| 1939 | 1939                                     |                                          | 314                                      | 314                                      |
| 1946 | 1946                                     |                                          | 553                                      | 553                                      |
| 1950 | 1950                                     |                                          | 538                                      | 538                                      |
| 1956 | 1956                                     |                                          | 460                                      | 460                                      |
| 1961 | 1961                                     |                                          | 403                                      | 403                                      |
| 1967 | 1967                                     |                                          | 369                                      | 369                                      |
| 1980 | 1980                                     |                                          | ?                                        | ?                                        |
| 1990 | 1990                                     |                                          | ?                                        | ?                                        |
| 2000 | 2000                                     |                                          | ?                                        | ?                                        |
| 2011 | 2011                                     |                                          | 321                                      | 321                                      |
| 2016 | 2016                                     |                                          | 311                                      | 311                                      |
| Datenquelle: Historisches Gemeindeverzeichnis für Hessen: Die Bevölkerung der Gemeinden 1834 bis 1967. Wiesbaden: Hessisches Statistisches Landesamt, 1968. Weitere Quellen: LAGIS; Gemeinde Neuental, Zensus 2011 |                                          |                                          |                                          |                                          |

Historische Religionszugehörigkeit
| Quelle: Historisches Ortslexikon |                                                                                              |
| • 1861:                          | 302 evangelisch-reformierte, ein katholischer, 38 jüdische Einwohner                         |
| • 1885:                          | 308 evangelische (= 89,52 %), ein katholischer (= 0,29 %), 35 jüdische (= 10,17 %) Einwohner |
| • 1961:                          | 386 evangelische (= 95,78 %), 15 katholische (= 3,72 %) Einwohner                            |

Historische Erwerbstätigkeit
| • 1961 | Erwerbspersonen: 65 Land- und Forstwirtschaft, 67 Produzierendes Gewerbe, 28 Handel und Verkehr, 12 Dienstleistungen und Sonstiges |

## Politik
Für Bischhausen besteht ein Ortsbezirk (Gebiete der ehemaligen Gemeinde Gilsa) mit Ortsbeirat und Ortsvorsteher nach der Hessischen Gemeindeordnung. Der Ortsbeirat besteht aus fünf Mitgliedern.
Bei den Kommunalwahlen in Hessen 2021 betrug die Wahlbeteiligung zum Ortsbeirat Gilsa 68,87 %. Alle Kandidaten gehörten der „Einheitsliste Gilsa“ an. Der Ortsbeirat wählte Jochen Müller zum Ortsvorsteher.

## Infrastruktur und Kultur
Es gibt ein Landcafé und einen Spielplatz. Neben dem Spielplatz befindet sich das Feuerwehrhaus der Freiwilligen Feuerwehr Gilsa. Ansonsten gibt es in Gilsa den Männergesangsverein, der bei besonderen kirchlichen Veranstaltungen singt. Etwas außerhalb des Dorfes gibt es einen Sportplatz mit Sporthaus und Geräteraum. Auf dem Sportplatz spielt die SG Gilsa-Jesberg regelmäßig Fußball.

## Persönlichkeiten
- Charlotte Christine Wilhelmine von Gilsa (1752–1822), 1796–1822 Äbtissin des Stifts Wallenstein in Homberg (Efze)
- Georg Ludewig Eitel von Gilsa (1775–1812), Oberst und Kommandeur des 1. Westfälischen Kürassier-Regiments
- Friedrich von und zu Gilsa (1799–1859), Oberförster und Mitglied der Ersten Kammer der Landstände des Herzogtums Nassau
- Hans von und zu Gilsa (1890–1974), Landrat im Kreis der Eder von 1934 bis 1942
- Heinrich Bachmann (1903–1945), Bankkaufmann und Politiker (NSDAP) sowie Abgeordneter im Landtag von Preußen und von 1933 bis 1945 im Reichstag.